# Râul Valea Trecătoarea
Râul Valea Trecătoarei este un curs de apă, afluent al râului Secaș. 